# Goričica pri Moravčah
Goričica pri Moravčah – wieś w Słowenii, w gminie Moravče. W 2018 roku liczyła 97 mieszkańców.